# Masato Fue
Masato Fue (Kagoshima, 22 februari 1973) is een voormalig Japans voetballer.

## Carrière
Masato Fue speelde tussen 1991 en 2002 voor Sanfrecce Hiroshima en Profesor Miyazaki.